# Egbert van Heemskerk III
Egbert van Heemskerk III wurde vermutlich in London geboren. Er war um 1700 bis 1744 aktiv und war Mitglied einer ursprünglich niederländischen Malerfamilie.

## Hintergrund
Die Malerfamilie Heemskerk kam ursprünglich aus Haarlem. Sie ließ sich in den 1670er Jahren in London nieder. Egbert van Heemskerk I war als Maler von Kriegsszenen bekannt und Egbert van Heemskerk II war auf Genreszenen in Geschäften, Tavernen oder Versammlungshäusern spezialisiert. Ein Sohn scheint ihm als Maler nachgeeifert zu haben und adaptierte ähnliche Kompositionen mit aktualisierten Kostümen. Das Thema eines sterbenden Mannes im Angesicht der klagenden Familienangehörigen mit Freunden und Vertretern von Kirche, Gesetz und Medizin, war ein beliebtes Thema, das in vielen Versionen umgesetzt wurde. Brian Sewell, ein Kunstkritiker der Londoner Zeitung Evening Standard gab 2014 an, dass er die Tate-Gallery in den 1960er Jahren dazu gebracht hatte ein Bild zu erwerben, von dem sie glaubten, es sei ein frühes Gemälde des Malers William Hogarth. Sewell hatte das Werk bei Christie’s gesehen und zunächst selbst vermutet, es von Hogarth angefertigt worden sei. Er selbst fügte dem Werk seine eigenen Pinselstriche hinzu, um es echter zu lassen, so dass es von der Tate-Gallery erworben wurde.

## Zuschreibungen (Auswahl)

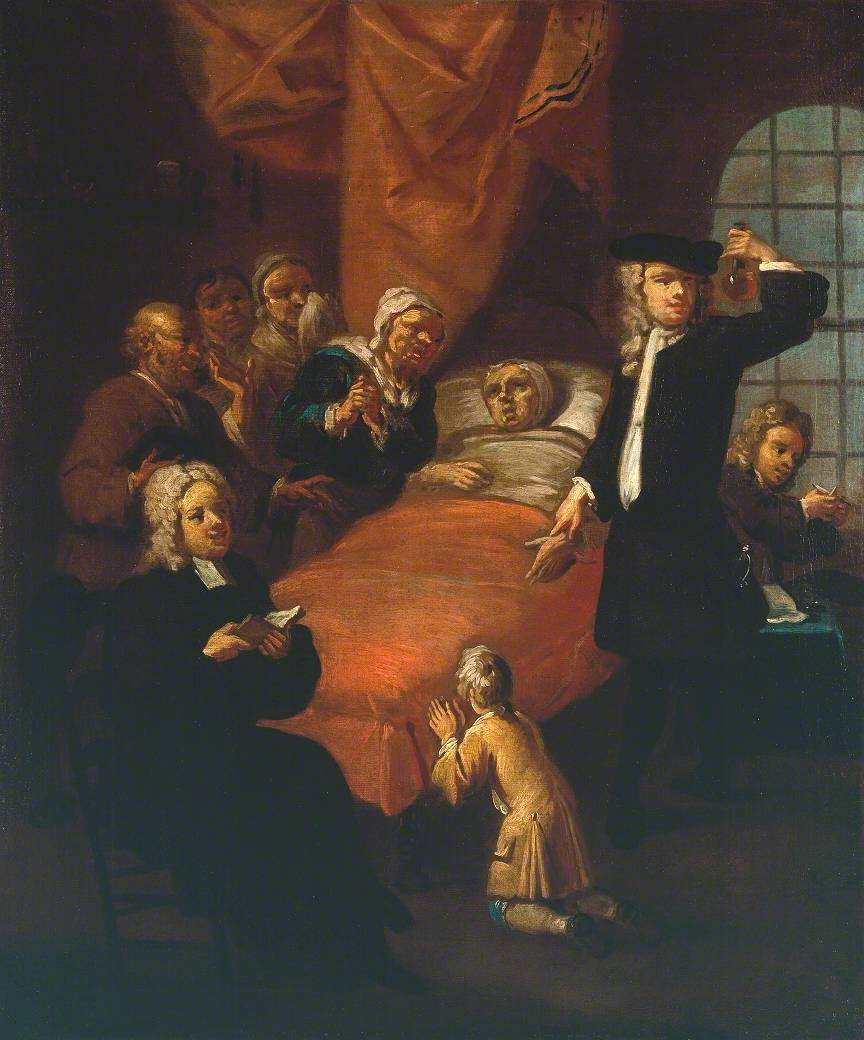
The Doctor’s Visit

- Doctor’s Visit[2]

## Beschreibung des Bildes
Auf dem Gemälde, das um das Jahr 1725 entstanden sein soll, ist eine häusliche Szene des Sterbens dargestellt. Es soll jedoch ein Werk des in London tätigen niederländischen Malers Egbert van Heemskerk III sein. In dem Raum sind mehrere Personen zu sehen. Der Arzt, der den Urin des Patienten untersucht, ein Anwalt oder Notar, der mit Dokumenten beschäftigt ist, sowie ein Geistlicher, der ein Gebetbuch oder eine Bibel in der Hand hält. Diese drei sind als Personen der Oberschicht erkennbar, während der Sterbende ärmlicher ist. Die Familie betrachtet weinend das Gesicht des Patienten während sich die Herren vom Bett abwenden und sich auf ihre eigenen Aktivitäten konzentrieren. Es gibt unterschiedliche Versionen dieses Gemäldes, davon eine mit dem Datum 1674.